# Експромт (література)
Експромт в літературі (літературний експромт) — невеликий літературний твір, створений в момент виконання без підготовки. Літературний експромт є різновидом імпровізації. До літературних експромтів відносяться імпровізовані вірші, короткі ораторські виступи, афоризми.
Віршовані і прозові експромти можуть бути частиною театральної вистави.
В європейській літературі експромти зазвичай не розглядаються як серйозні твори. У східних літературах (наприклад, в арабській і японській) в деяких жанрах імпровізаційність є нормою, відповідно, експромти набагато частіше є творами серйозних жанрів.